# Live Acoustic (EP de Dua Lipa)
Live Acoustic é um EP acústico e ao vivo da cantora inglesa Dua Lipa, lançado em 8 de dezembro de 2017, por meio de download digital e streaming. O EP inclui canções ao vivo, covers acústicos de músicas de Amy Winehouse, Etta James e The Beatles, bem como uma versão acústica de piano ao vivo do single de Lipa, "New Rules". Contém covers de Lipa de músicas como "I'd Rather Go Blind", "Tears Dry on Their Own" e "Golden Slumbers", que foram lançadas anteriormente em 2017 no YouTube, mas não estavam disponíveis para o varejo, até ser incluída no EP. Lipa lançou o EP como uma surpresa para comemorar o fim do ano.

## Lista de faixas
| N.º            | Título                                                                               | Compositor(es)                                 | Duração |  |
| 1.             | "Golden Slumbers" (Acoustic)                                                         | John Lennon Paul McCartney                     | 1:51    |  |
| 2.             | "In the Room : Tears Dry on Their Own" (Live) (Gallant com participação de Dua Lipa) | Amy Winehouse Nickolas Ashford Valerie Simpson | 3:17    |  |
| 3.             | "I'd Rather Go Blind" (Live)                                                         | Etta James Ellington Jordan Billy Foster       | 2:36    |  |
| 4.             | "New Rules" (Piano Acoustic) (Live)                                                  | Caroline Ailin Emily Warren Ian Kirkpatrick    | 3:30    |  |
| Duração total: | Duração total:                                                                       | Duração total:                                 | 11:14   |  |